# Spelobia algida
Spelobia algida är en tvåvingeart som beskrevs av Marshall 1989. Spelobia algida ingår i släktet Spelobia och familjen hoppflugor.
Artens utbredningsområde är Ontario. Inga underarter finns listade i Catalogue of Life.